# 单位工程
单位工程是指具备独立施工条件并能形成独立使用功能的建筑物及构筑物。从施工的角度看，单位工程就是一个独立的交工系统，有自身的项目管理方案和目标，按业主的投资及质量要求下，如期建成交付生产和使用。